# CodeWarrior
CodeWarrior — интегрированная среда разработки для встраиваемых систем. Доступны версии для Mac OS X, Microsoft Windows, Linux, Solaris.

## История
Продукт изначально разрабатывался компанией Metrowerks, которая впоследствии была куплена Motorola. В настоящее время продукт разрабатывается компанией Freescale Semiconductor, доступны версии для кросс-платформенной разработки для архитектур ARM, PowerPC, Freescale ColdFire и микроконтроллеров от Freescale.